# Bonghwa-gun
Bonghwa-gun (en coreano: 봉화군) es un condado en Gyeongsang del Norte, Corea del Sur. Se encuentra en el interior, en el extremo norte de la provincia, y las fronteras de la provincia de Gangwon, al norte. Al este limita con los condados de Yeongyang-gun y Uljin, al sur por Andong, y al oeste por Yeongju. El condado está rodeado por las montañas Taebaek y Sobaek, la más alta de las cuales es en sí Taebaek-san, a más de 1.500 metros sobre el nivel del mar.

## Clima
| Parámetros climáticos promedio de Bonghwa (1981–2010) | Parámetros climáticos promedio de Bonghwa (1981–2010) | Parámetros climáticos promedio de Bonghwa (1981–2010) | Parámetros climáticos promedio de Bonghwa (1981–2010) | Parámetros climáticos promedio de Bonghwa (1981–2010) | Parámetros climáticos promedio de Bonghwa (1981–2010) | Parámetros climáticos promedio de Bonghwa (1981–2010) | Parámetros climáticos promedio de Bonghwa (1981–2010) | Parámetros climáticos promedio de Bonghwa (1981–2010) | Parámetros climáticos promedio de Bonghwa (1981–2010) | Parámetros climáticos promedio de Bonghwa (1981–2010) | Parámetros climáticos promedio de Bonghwa (1981–2010) | Parámetros climáticos promedio de Bonghwa (1981–2010) | Parámetros climáticos promedio de Bonghwa (1981–2010) |
| Mes                                                   | Ene.                                                  | Feb.                                                  | Mar.                                                  | Abr.                                                  | May.                                                  | Jun.                                                  | Jul.                                                  | Ago.                                                  | Sep.                                                  | Oct.                                                  | Nov.                                                  | Dic.                                                  | Anual                                                 |
| ----------------------------------------------------- | ----------------------------------------------------- | ----------------------------------------------------- | ----------------------------------------------------- | ----------------------------------------------------- | ----------------------------------------------------- | ----------------------------------------------------- | ----------------------------------------------------- | ----------------------------------------------------- | ----------------------------------------------------- | ----------------------------------------------------- | ----------------------------------------------------- | ----------------------------------------------------- | ----------------------------------------------------- |
| Temp. máx. media (°C)                                 | 3.2                                                   | 6.0                                                   | 10.9                                                  | 18.4                                                  | 23.1                                                  | 26.4                                                  | 28.0                                                  | 28.6                                                  | 24.7                                                  | 19.7                                                  | 12.2                                                  | 5.6                                                   | 17.2                                                  |
| Temp. media (°C)                                      | -3.9                                                  | -1.5                                                  | 3.4                                                   | 9.9                                                   | 15.2                                                  | 19.4                                                  | 22.6                                                  | 22.8                                                  | 17.8                                                  | 10.9                                                  | 4.0                                                   | -1.9                                                  | 9.9                                                   |
| Temp. mín. media (°C)                                 | -10.3                                                 | -8.2                                                  | -3.2                                                  | 1.8                                                   | 7.6                                                   | 13.2                                                  | 18.3                                                  | 18.2                                                  | 12.4                                                  | 4.0                                                   | -2.6                                                  | -8.3                                                  | 3.6                                                   |
| Precipitación total (mm)                              | 21.1                                                  | 28.4                                                  | 53.1                                                  | 75.3                                                  | 105.7                                                 | 157.4                                                 | 296.5                                                 | 242.0                                                 | 148.7                                                 | 36.5                                                  | 34.6                                                  | 18.6                                                  | 1217.9                                                |
| Días de precipitaciones (≥ 0.1 mm)                    | 6.0                                                   | 5.7                                                   | 7.5                                                   | 7.5                                                   | 8.7                                                   | 10.5                                                  | 15.2                                                  | 13.7                                                  | 9.2                                                   | 5.1                                                   | 5.7                                                   | 5.1                                                   | 99.9                                                  |
| Horas de sol                                          | 182.4                                                 | 179.3                                                 | 198.4                                                 | 223.5                                                 | 229.6                                                 | 197.2                                                 | 145.8                                                 | 163.6                                                 | 158.2                                                 | 189.0                                                 | 172.1                                                 | 180.4                                                 | 2223.6                                                |
| Humedad relativa (%)                                  | 65.4                                                  | 64.0                                                  | 63.7                                                  | 59.6                                                  | 65.4                                                  | 70.9                                                  | 78.3                                                  | 77.8                                                  | 76.3                                                  | 73.2                                                  | 69.8                                                  | 67.3                                                  | 69.3                                                  |
| Fuente: Korea Meteorological Administration           |                                                       |                                                       |                                                       |                                                       |                                                       |                                                       |                                                       |                                                       |                                                       |                                                       |                                                       |                                                       |                                                       |

## Divisiones administrativas
Bonghwa se divide en diez divisiones primarias: una eup (pueblo grande) y nueve distritos rurales myeon.
- Bonghwa-eup (봉화읍)
- Beopjeon-myeon (법전면)
- Bongseong-myeon (봉성면)
- Chunyang-myeon (춘양면)
- Jaesan-myeon (재산면)
- Murya-myeon (물야면)
- Myeongho-myeon (명호면)
- Sangun-myeon (산군면)
- Seokpo-myeon (석포면)
- Socheon-myeon (소천면)